# Januš
Januš je moško osebno ime.

## Izvor imena
Ime Januš je različica imena Janez.

## Pogostost imena
Po podatkih Statističnega urada Republike Slovenije je bilo na dan 31. decembra 2007 v Sloveniji število moških oseb z imenom Januš: 63.